# José Aguilar (boxe anglaise)
Pour les articles homonymes, voir José Aguilar et Aguilar.
José Aguilar est un boxeur cubain né le 19 décembre 1958 à Guantánamo et mort dans cette ville le 4 avril 2014.

## Carrière
Il participe aux Jeux olympiques d'été de 1980 dans la catégorie des poids super-légers et remporte la médaille de bronze.